# ブイヨン

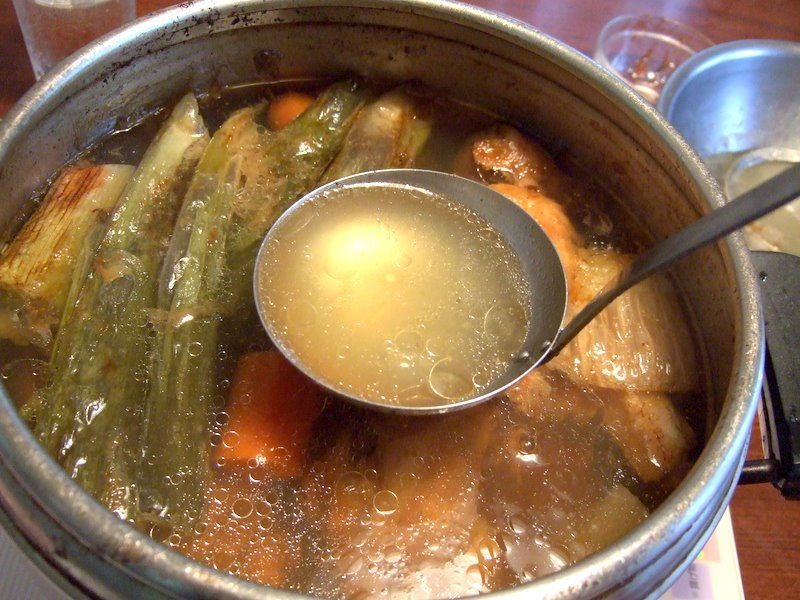
鶏ガラと香味野菜を8時間煮込んだ鶏のブイヨン (Bouillon de volaille)

ブイヨン（仏: Bouillon）は、主にフランス料理において主にスープのベースとして用いられる肉と香味野菜からとる出汁。
英語圏では「ブロス」(Broth)あるいは「スープストック」(soup stock)、イタリア語圏では「ブロード」(Brodo)と称する。

## 概要
フランス料理の味の基本となるダシは、大きくブイヨンとフォンに分かれる。主としてポタージュをはじめとするスープの基本素材となるものがブイヨン、ソースの基本素材やシチューのベースになる出汁がフォンである。野菜から出る優しい旨みがソースの味を邪魔する心配がないので、フォンと比べて野菜の味をより強く出す。牛、鶏、魚などの動物質を野菜などとともに長時間煮込んで作るが、この全体がポトフ、汁の部分を取り出したものがブイヨンである。コンソメはこうして得られたブイヨンからさらに幾工程もの調理を施して作る、完成度の高いスープ料理である。

## イタリアの「ブロード」
イタリア料理における「ブロード」は、使用する材料により肉のブロード (brodo di carne)、魚介のブロード (brodo di pesce)、野菜のブロード (brodo di verdure) に大別される。他の料理の素材として使う他に、そのままスープとしても供される。